# Pesca de la trucha por masaje
La pesca de la trucha por masaje es un método de obtención del pescado basado en el arte de frotar la parte inferior de una trucha con los dedos. Si se hace correctamente, la trucha entrará en un estado de trance después de aproximadamente un minuto, y luego se puede recuperar fácilmente y arrojar a la tierra firme más cercana.
El masajeo de truchas se ha practicado durante muchos siglos. Se menciona en la comedia de Shakespeare Noche de reyes, donde se utiliza como una metáfora para el engaño de la sirvienta de Olivia, María, que está a punto de gastar una broma vengativa al pomposo mayordomo, Malvolio :

Close, in the name of jesting! Lie thou there,

for here comes the trout that must be caught with tickling.

La técnica era una práctica común utilizada por niños, cazadores furtivos y trabajadores en tiempos de estrés económico, particularmente durante la Gran Depresión de la década de 1930. Los cazadores furtivos que usaban el método no requerían redes, cañas o líneas ni ningún otro equipo incriminatorio si eran detenidos por la policía o los guardabosques .
El libro de Thomas Martindale de 1901, Sport, Indeed, describe el método utilizado con las truchas en el río Wear en el condado de Durham :

The fish are watched working their way up the shallows and rapids.  When they come to the shelter of a ledge or a rock it is their nature to slide under it and rest.  The poacher sees the edge of a fin or the moving tail, or maybe he sees neither; instinct, however, tells him a fish ought to be there, so he takes the water very slowly and carefully and stands up near the spot. He then kneels on one knee and passes his hand, turned with fingers up, deftly under the rock until it comes in contact with the fish's tail.  Then he begins tickling with his forefinger, gradually running his hand along the fish's belly further and further toward the head until it is under the gills. Then comes a quick grasp, a struggle, and the prize is wrenched out of his natural element, stunned with a blow on the head, and landed in the pocket of the poacher.

En Escocia, la técnica se llama más a menudo "guddling" o, a veces, "ginniling". La práctica es actualmente ilegal en la mayoría de las circunstancias en Gran Bretaña. Un método relacionado para capturar bagres a mano se llama noodling en los Estados Unidos.

## Apariciones en la historia y ficción
Las cosquillas de trucha tienen una historia antigua. El escritor griego Oppian escribiendo en su Halieutica, la mayor obra de la antigüedad sobre la pesca con caña, se refiere a la captura de truchas a mano en las siguientes líneas:

The fish in careless ease supinely laid,

The grappling fingers of the swain invade.

Up from the deep he springs and bids the prey

Recant his error in aerial day.

Aelian, un escritor griego de alrededor del año 230 d. C., escribe en su De Natura Animalium (publicado en Inglaterra en 1565): "Si los hombres se meten en el mar, cuando el agua está baja, terminan acariciando a los peces que anidan en los estanques, de repente se acuestan". manos y asegúralos". Mientras que en Gobernar una esposa y tener una esposa de Francis Beaumont y John Fletcher, una comedia obscena que data de 1624, Estifania comenta: "Aquí viene otra trucha a la que debo hacerle cosquillas, / y hacerle cosquillas con delicadeza".
La técnica también se menciona en varias de las obras de Shakespeare : en Noche de Reyes, la sirvienta María se refiere al acercamiento del odiado Malvolio, cabeza de familia de Olivia, con las palabras "porque aquí viene la trucha que hay que pescar con cosquillas". (Acto 2, Escena 5). María y otros están conspirando para atrapar a Malvolio para que actúe tontamente falsificando una carta de amor de Olivia.
Las cosquillas de trucha también se mencionan en trabajos posteriores: Mark Twain escribió sobre la captura de bagre de una manera similar y mencionó que el salmón y otras especies también pueden ser atraídos y capturados de esta manera. La novela de Arthur Ransome The Picts and the Martyrs contiene una descripción detallada de la técnica por parte de un joven del distrito inglés de los lagos . También se describe como un método de caza furtiva en la novela clásica de Roald Dahl Danny, el campeón del mundo, en la novela de ciencia ficción de Linda Buckley-Archer Gideon the Cutpurse, en la novela de fantasía de Robert A. Heinlein Glory Road, y en el Videojuego Theme Hospital como pasatiempo de muchos de los empleados de alquiler. La novela para adultos jóvenes de Terry Pratchett de 2003 The Wee Free Men comienza con la joven Tiffany Aching divirtiéndose haciéndole cosquillas a la trucha.
Una entrevista realizada por Brian Morgan de CSV/BBC NI, Story of the Virgin Soldier, para el proyecto Guerra de los Pueblos de la BBC, informa cómo un soldado, Robert McIlroy, impresionó a sus comandantes superiores al "sacar truchas" del río para que sus compañeros soldados comer.